# Богдановське (Іглінський район)
Богда́новське (рос. Богдановское, башк. Богдановский) — присілок у складі Іглінського району Башкортостану, Росія. Входить до складу Ауструмської сільської ради.
Населення — 28 осіб (2010; 30 в 2002).
Національний склад:
- білоруси — 77 %